# Kurtoğlu Hızır Reis
Kurtoğlu Hızır Reis (in Italien, Frankreich und Spanien als Curtogoli bekannt) war ein osmanischer Admiral und Kommandeur der osmanischen Flotte im Indischen Ozean, Sohn des berühmten Admirals Kurtoğlu Muslihiddin Reis. 1568/69 führte er eine Expedition in das indonesische Aceh an, in deren Folge Aceh osmanisches Protektorat wurde.
Er befehligte 1567/68 eine Flotte von 15 Schiffen, die über Surat, Janjira und Sri Lanka segelten und von denen zwei im indonesischen Aceh in Nordsumatra ankamen. Er folgte dabei einem Ersuchen des Sultans Alaaddin von Aceh, der 1565 um Unterstützung gegen die Expansion der Portugiesen gebeten hatte. Aceh wurde zu einem Protektorat des osmanischen Reiches.
Portugal respektierte die langwährende Allianz zwischen dem Osmanischen Reich und Aceh, die erst endete, als 1904 die Niederlande die Kontrolle über Aceh übernahmen.